# Mount Alekseyev
Mount Alekseyev är ett berg i Antarktis. Det ligger i Östantarktis. Australien gör anspråk på området. Toppen på Mount Alekseyev är 927 meter över havet.
Terrängen runt Mount Alekseyev är platt åt sydost, men åt nordväst är den kuperad. Trakten är obefolkad. Det finns inga samhällen i närheten.